# Gunnebo Slott

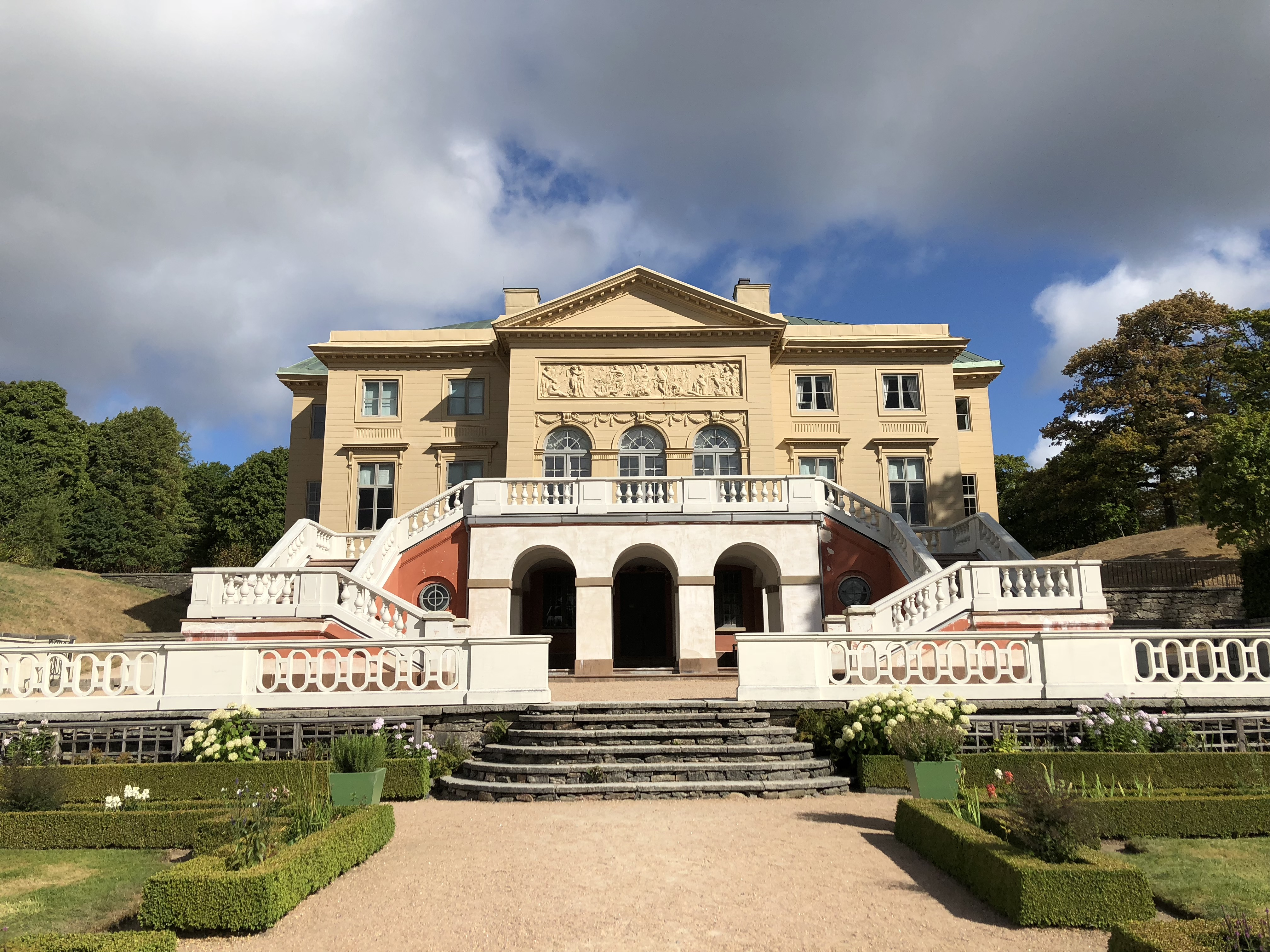
La fachada sur de la Casa.

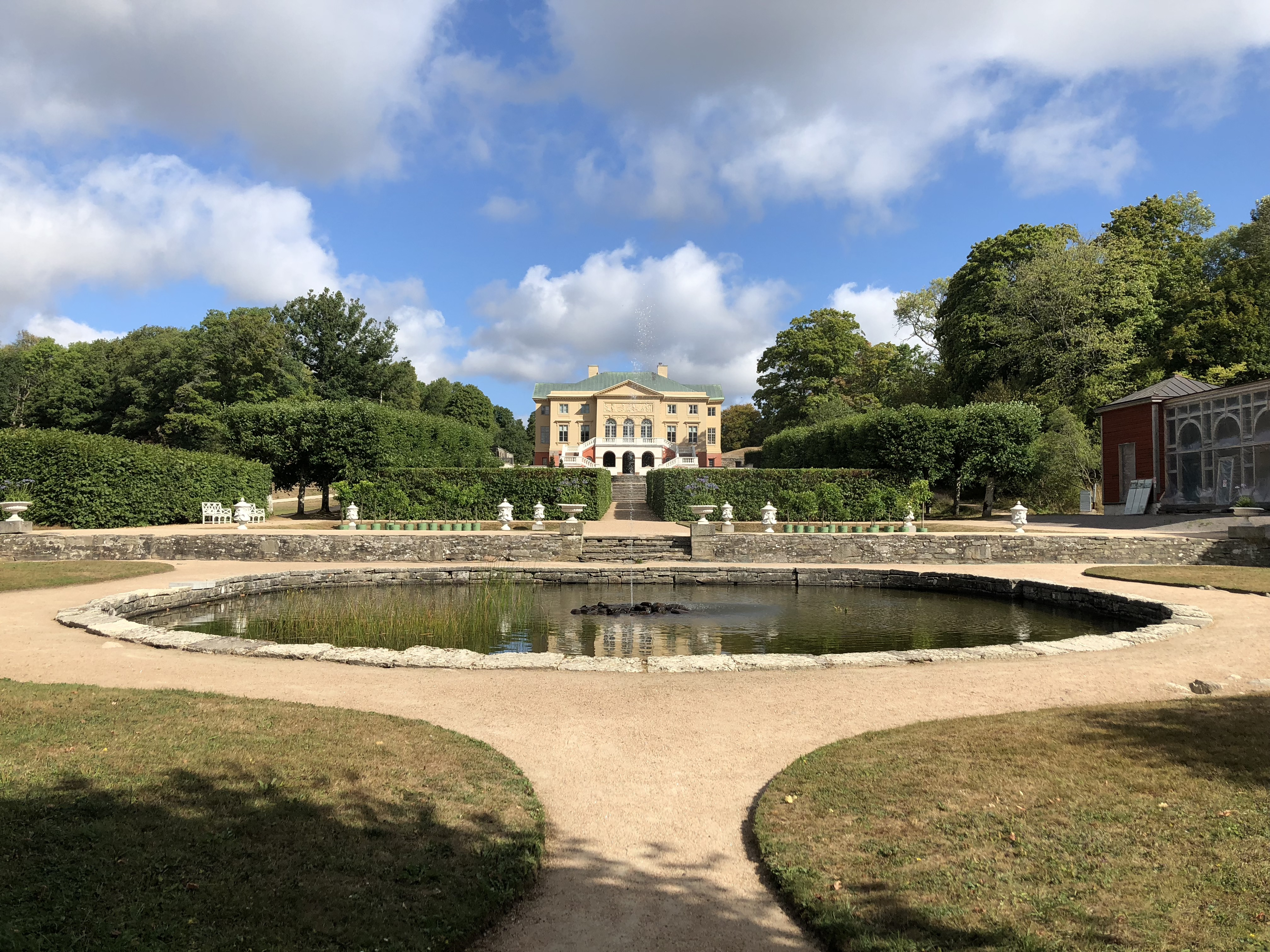
Gunnebo Slott y Jardines

Gunnebo slott (palacio de Gunnebo) es un château localizado a las afueras de Gothenburg, entre Mölndal y Pixbo en Suecia.

## Historia
La propiedad consta de un edificio principal del siglo XVIII, construido por John Hall, y diseñado por el arquitecto Carl Wilhelm Carlberg en un estilo Neoclásico en arquitectura. Gunnebo Tiene uno de los mejores jardines barrocos de Suecia y muy bien preservado. 
El interior del siglo XVIII estuvo reformado en los años 50s, cuándo el municipio compró la propiedad. El último dueño privado, la Señora Hilda Sparre, murió en 1948. Varias piezas del mobiliario original fueron devueltas a Gunnebo durante el siglo XX.

### Huéspedes notables
El rey Gustav III de Suecia y Marie Thérèse de Francia visitaron la casa. El rey Gustav V visitó a Hilda Sparre en la Casa a principios del siglo XX. 
En junio de 2001 el presidente de los Estados Unidos George W Bush visitó la casa.

## Hoy
Los parques están abiertos al públicos y el interior de la Casa puede ser visto en visitas guiadas todo el año. Hay también una tienda y un restaurante. Cada verano, hay un teatro abierto en los jardines. Gunnebo no debe ser equivocado con el pueblo de Gunnebo en la provincia de Småtierra, sur de Suecia. 

## Galería

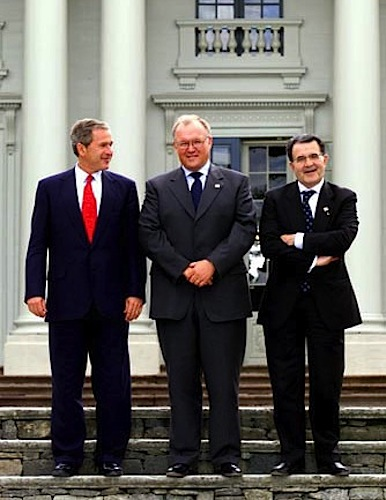
Presidente de EE.UU. George W. Bush, Primer ministro sueco Göran Persson y Presidente de la Comisión europea Romano Prodi en Gunnebo Casa, junio 14, 2001
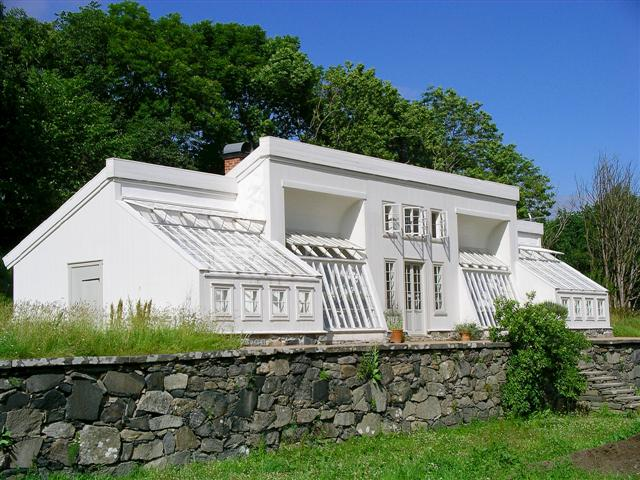
El Greenhouse
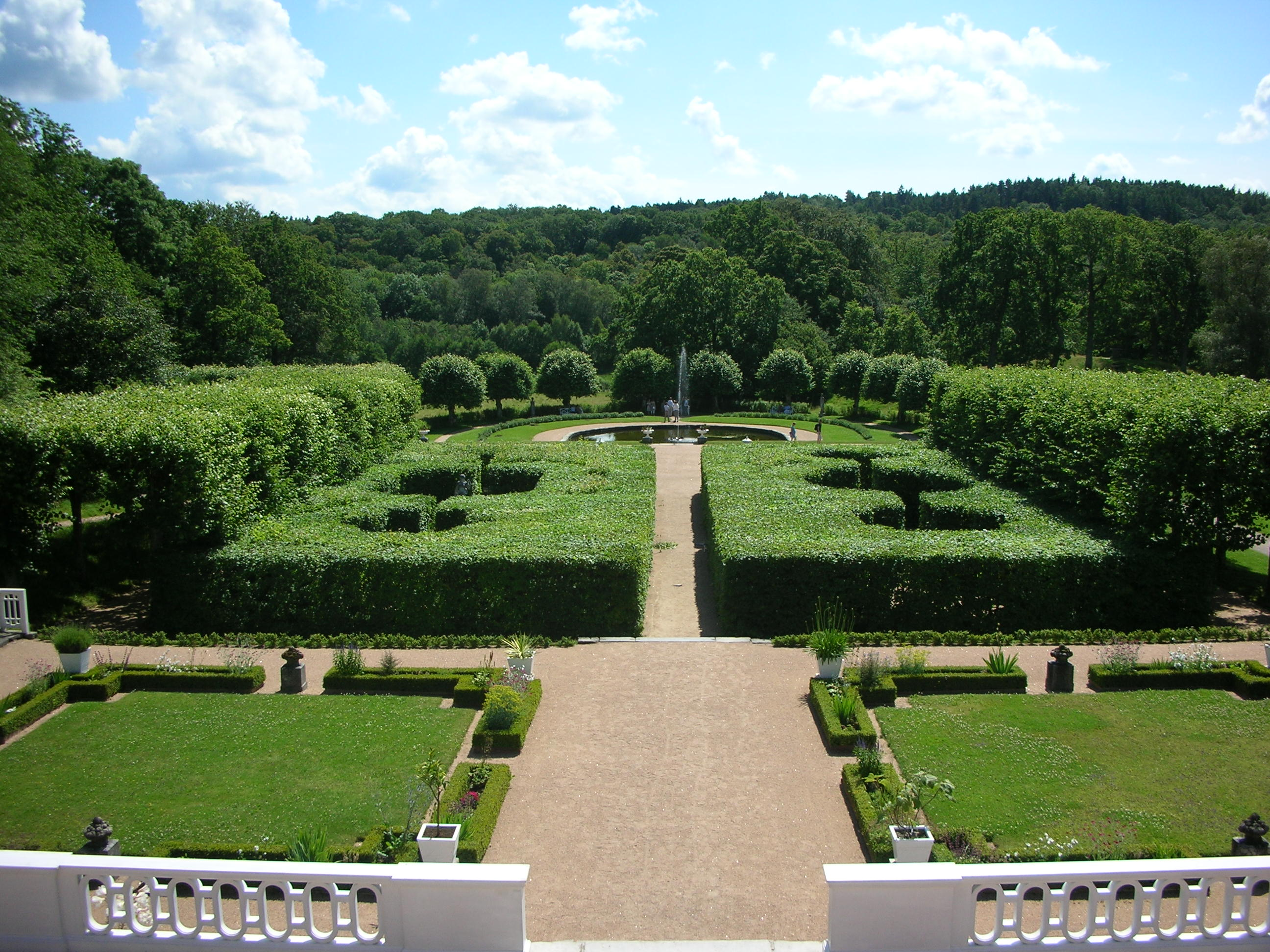
Los jardines Del sur
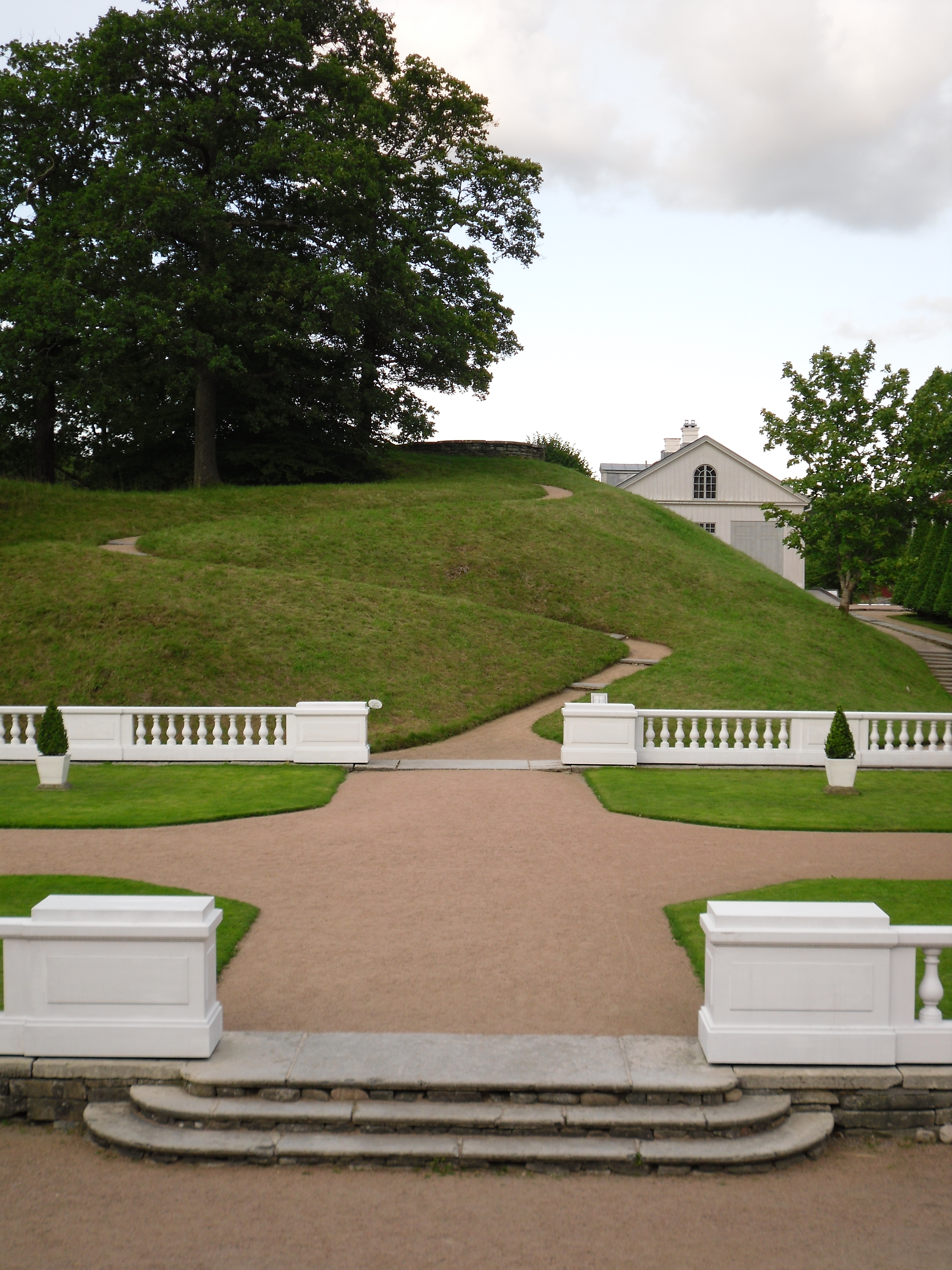
Los jardines, el cerro de la flora